# モノコト進化論
『モノコト進化論』（ものことしんかろん）は、TBSで2006年4月16日から2007年3月18日まで放送されていた関東ローカルのミニ番組である。日清製粉グループの一社提供である。

## 概要
モノやコトの進化や変遷を探り、そこに秘められた事実やエピソードを紹介するものである。
ナレーションは堀井美香（TBSアナウンサー）。

## ネット局一覧
| 放送対象地域 | 放送局                                             | 系列    | 放送曜日・放送時間   |
| ------------ | -------------------------------------------------- | ------- | -------------------- |
| 関東広域圏   | 東京放送（現：TBSテレビ） 「モノコト進化論」製作局 | TBS系列 | 日曜日 21:54 - 22:00 |